# 橫濱世界之窗

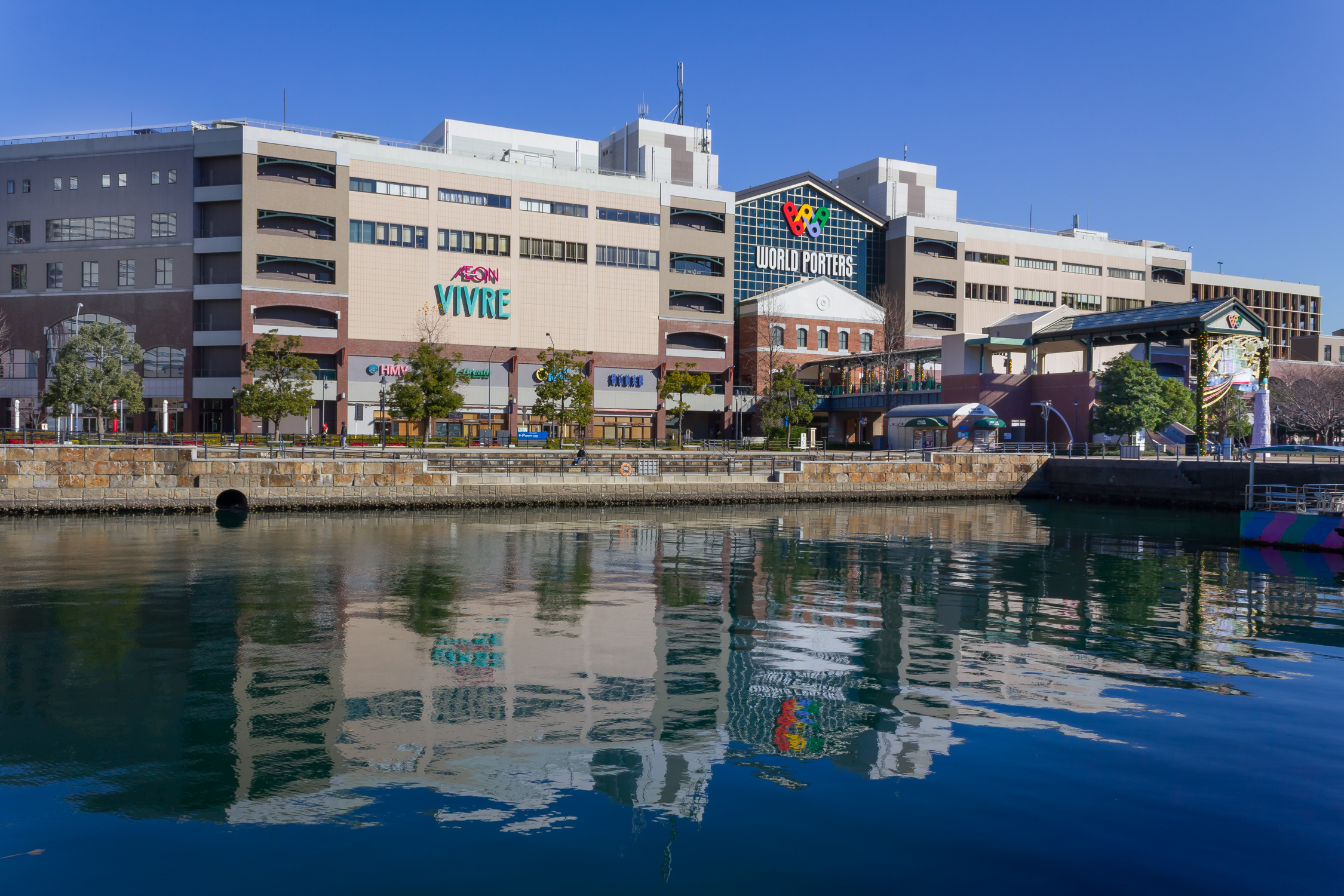

橫濱世界之窗（日语：横浜ワールドポーターズ、 よこはまワールドポーターズ）是位於日本神奈川縣橫濱市中區新港的一座商業設施。這一設施開業於1999年9月10日。零售商AEON在這裡設有電影院。

## 外部連結
- 横浜ワールドポーターズ （页面存档备份，存于）
- イオンシネマみなとみらい （页面存档备份，存于）